# Guitar Gangsters & Cadillac Blood
Guitar Gangsters & Cadillac Blood – trzeci album studyjny duńskiego zespołu Volbeat wydany w 2008.

## Lista utworów
1. "Intro/End of the Road"
2. "Guitar Gangsters & Cadillac Blood"
3. "Back to Prom"
4. "Mary Ann’s Place" (feat. Pernille Rosendahl ze Swan Lee)
5. "Hallelujah Goat"
6. "Maybellene i Hofteholder"
7. "We"
8. "Still Counting"
9. "Light a Way"
10. "Wild Rover of Hell"
11. "I'm So Lonesome I Could Cry" (cover Hanka Williamsa)
12. "A Broken Man and the Dawn"
13. "Find That Soul"
14. "Making Believe' (bonus track, cover Kitty Wells\Social Distortion)"
15. "Rebel Monster (live)" (tylko na limitowanej edycji duńskiej)
16. "Soulweeper 2 (live)" (tylko na limitowanej edycji duńskiej)

Wszystkie utwory poza coverami napisane przez Michaela Poulsena.

## Twórcy
- Michael Poulsen - śpiew, gitara
- Jon Larsen - perkusja
- Anders Kjølholm - gitara basowa
- Thomas Bredahl - gitara